# Jeffrey C. Hall
Jeffrey Connor Hall (ur. 3 maja 1945 w Nowym Jorku) – amerykański genetyk i chronobiolog, profesor Brandeis University, związany z University of Maine.
Wraz z Michaelem Rosbashem Michaelem Youngiem jest laureatem Nagrody Nobla w dziedzinie fizjologii i medycyny z roku 2017, za prace związane z funkcjonowaniem zegara biologicznego – odkrycie molekularnych mechanizmów kontrolujących rytmy dobowe u organizmów żywych.
Jest jednym z laureatów Gairdner Foundation International Award z 2012. W 2013, wraz z Hallem i Youngiem, otrzymał Nagrodę Shawa w dziedzinie nauk o życiu i medycyny oraz Nagrodę Wiley.